# Oskar Grüner (Maler)
Oskar (Oscar) Grüner (* 21. Oktober 1867 in Wien; † 7. April 1921 ebenda) war ein österreichischer Dekorations- und Architekturmaler.

## Leben

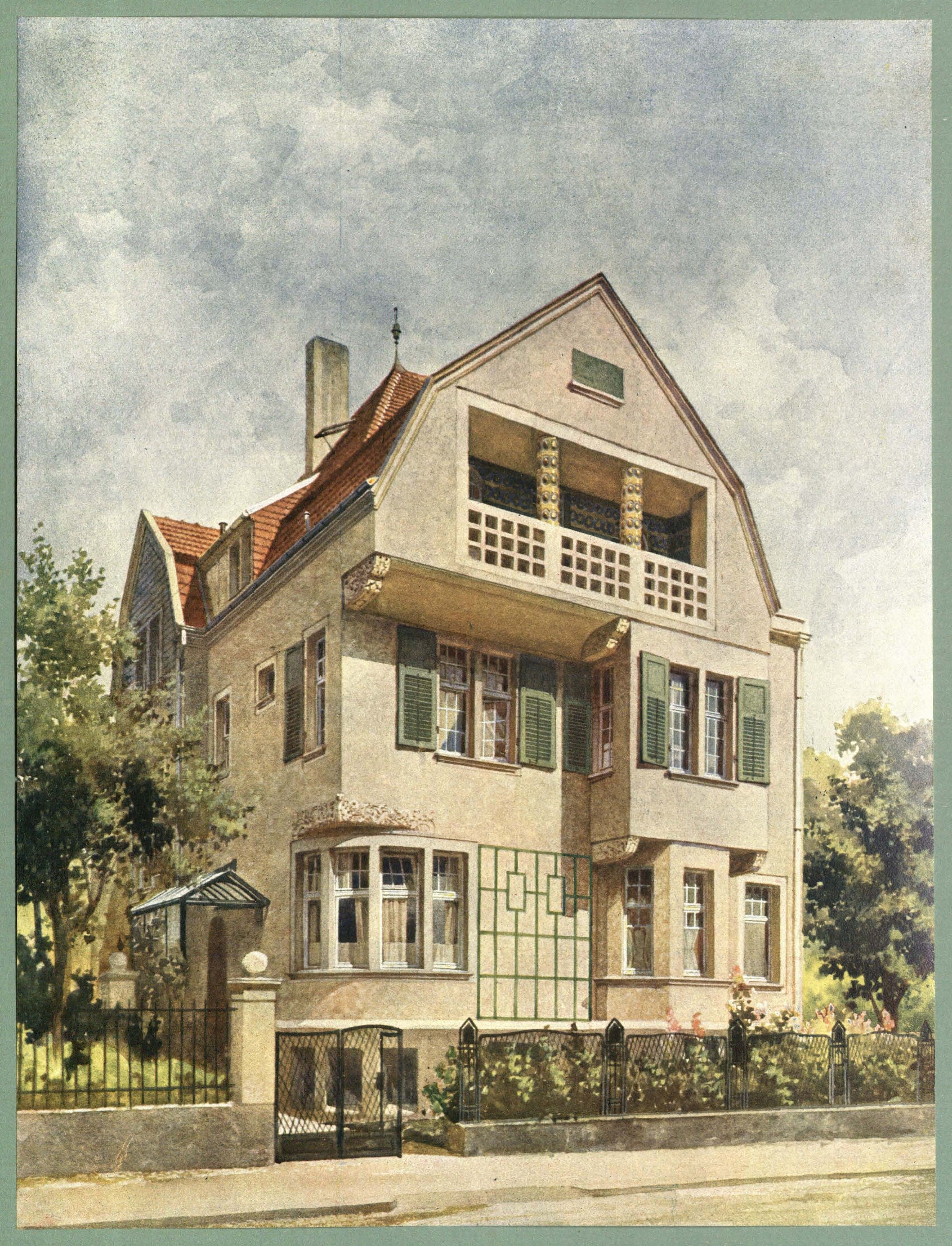
Landhaus Mozartstraße 8 in Essen, Architekt: Oskar Kunhenn

Grüner war ein Schüler des Malers Leopold Burger und der Akademie der bildenden Künste Wien. Danach war er in den Ateliers der Theaterdekorationsmaler Gilbert Lehner (1844–1923), Johann Kautsky und  Franz Schallud (1861–1933) tätig. Später wandte er sich der Architekturdarstellung zu und war Mitarbeiter mehrerer Zeitschriften.